# マグネット・コーティング (ガンダムシリーズ)
マグネット・コーティングは、アニメ『ガンダムシリーズ』に登場するモビルスーツ（架空の有人ロボット兵器）用の架空のトライボロジー(潤滑技術)のこと。

## 概要
登場はアニメ『機動戦士ガンダム』に登場する地球連邦軍のモスク・ハン博士がガンダムに対し、この技術を施したとするエピソードである。これ以外に、ガンダムシリーズの映像作品の脚本に「マグネットコーティング」が登場したことはない。ただし設定上は存在し、ガンダムシリーズの設定資料集や小説、漫画作品などにおいて、作品世界上で確立した架空の技術として言及されることがある。
関節の可動摩擦面に磁力コーティングを施すことで抵抗を減らし、機体の反応速度を向上させるものとされる。この処理をおこなったRX-78ガンダムの反応速度は従来の「3倍以上」であるとされている。
資料によってマグネットコーティングによって180°姿勢変換にかかる時間が1.5秒から1.1秒に短縮されたと記述するものもある。また、ジオン公国軍がペズン計画で開発した高性能モビルスーツの一つ、アクト・ザクにもこの技術が採用されていたとされる。
また、グリプス戦役期ではムーバブルフレームのため基本的な各種アクチュエータの性能向上に使用されたほか、可変MSの実用化のための礎となっている。

## 劇中での活躍

### テレビアニメ本編
第39話でのシャリア・ブルが操縦するブラウ・ブロとの戦闘において、主人公でガンダムのパイロットであるアムロ・レイ少尉（TV版では曹長）がニュータイプ能力に覚醒し、通常のパイロットではありえないほどの判断力と鋭敏な操縦技能を獲得したため、操縦系統にオーバーヒートを起こしたガンダムの操縦系統の強化として、第40話において、この技術をガンダムに施すシーンがある。
モスク･ハン博士いわく「理論的には無限の反応速度が得られる」処置であったが、出力の強化は行われなかったようであり、アムロはガンダムの反応速度の上昇とそれに伴うパワーとのバランスに関して処置後の試運転の最中に不安を漏らすシーンがある。
この処置は結果として大成功であり、ガンダムは操縦系統において以前の3倍の反応速度を得たため、その動きを見たシャア・アズナブルを驚愕させ、シャリア・ブル以上のオールレンジ攻撃を駆使するララァ・スンとも正面から渡り合えるようになった。
そして、その後の戦いでシャアはカスタマイズされたガンダムに追い詰められ、ララァは追い詰められて危機に陥ったシャアをかばって戦死、第39話において「シャリア・ブルの名誉のため」と称して操縦系統に不調を来たしたガンダムをわざと見逃したシャアは、この技術に対して高い代償を支払うことになった。

### 劇場版
『機動戦士ガンダムIII めぐりあい宇宙編』では、シャリア・ブルとの戦闘からモスク・ハンによる作業シーンまでの一連の場面は全てカットされ、同様の処置をガンダムに施したことをアムロが台詞で一言語るのみとなっている。

### 小説版
1979年から1981年にかけて刊行された富野喜幸（富野由悠季）による小説版『機動戦士ガンダム』では、アムロはララァとの戦いの中、それまでの乗機であったガンダムを撃破され、最初からマグネット・コーティングが施されている後継機、G-3ガンダムへと乗り換える。
小説版ではマグネット・コーティングの原理について、関節に磁性材料を塗布して磁気反発で摩擦を低減するという、磁気軸受と同様の原理が設定されている。

### 機動戦士ガンダム THE ORIGIN
2001年から2011年にかけて連載された安彦良和による漫画『機動戦士ガンダム THE ORIGIN』では、第19巻「ソロモン編・前」に登場。前述した1979年のテレビアニメ版（ファーストガンダム）第40話とおおむね同様の経緯で、ガンダムRX78-02号機に導入される。原理についても詳しい言及や図示があり、反発力によってフィールド・モーターの軸を完全な非接触支持にして摩擦抵抗による損失をなくすため、ミノフスキー物理学の応用で安定化させた磁気単極因子（モノポール）を関節駆動系に注入する技術である、と説明されている。
モスク・ハン博士の説明を聞き終えたアムロは、実績のない技術によるいい加減な実験でガンダムを弄られると感じ、当初は反発して激昂する。しかしその後、モスクがAMBACの稼働実験中の暴走に巻き込まれて負傷しつつも、ガンダムの反応性能を向上させることに成功して科学者としての矜持を示すと、アムロも思い直して態度を改めた。そして試運転で実際にガンダムを運用して「何か違う！」と感覚的なものであるがマグネット・コーティングの効果を高く評価する。
なお『THE ORIGIN』のアニメ版では、一年戦争編のエピソードが映像化されていないため、マグネット・コーティングへの言及もない。

### 機動戦士ガンダムUC
福井晴敏による小説『機動戦士ガンダムUC』には、ユニコーンガンダムの各関節にマグネット・コーティングが施されているという言及が登場する。登場人物の一人であるアーロン・テルジェフによる解説によれば、ユニコーンガンダムは内骨格であるムーバブルフレームの構造材にサイコフレームを使用することにより、各関節の駆動装置が操縦者の感応波（脳波）をダイレクトに受け取ることができ、マグネット・コーティングされた関節部との組み合わせによって「天井知らず」と形容されるような反応速度を実現しているという。マグネット・コーティングへの言及には「無論」という枕詞がついており、この技術が一般的に普及していることを示唆した描写になっている。

### 機動戦士Gundam GQuuuuuuX
別世界線の一年戦争とその後の世界を描いたテレビアニメ『機動戦士Gundam GQuuuuuuX』では、宇宙世紀0085時点でもマグネット・コーティングは連邦軍を辞して一企業の技術者となっているモスク・ハンの個人研究レベルに留まっている（ただし理論自体は知られており、シャリア・ブルが言及している）。
作中ではシイコ・スガイが搭乗するゲルググ（原典のジムに相当する機体）に実験的に処置が行われ、クランバトルでガンダム2機を圧倒する運動性能を見せた一方、ハンブラビには本技術が導入されておらず、MS⇔MA形態の変形に時間を要する一因となっている。

## 可変モビルスーツへの応用
グリプス戦役の時期（『機動戦士Ζガンダム』）に登場した可変モビルスーツの実用化にはマグネット・コーティングが貢献している。ギャプランにおいては、マグネット・コーティングとムーバブルフレームの採用により、変形に要する時間を1秒以内に短縮していた。

## 宇宙世紀以外の作品
ハイパーモードが発動状態のゴッドガンダムには一種のエネルギーフィールドが展開されており、これが機体の気脈やファイターの第六感を引き出すだけでなく、マグネットコーティングの効果を有しているという設定がある。また、小説版『新機動戦記ガンダムW Endless Waltz』において、ガンダムヘビーアームズにマグネットコーティングを施して反応速度が向上したという描写がある。